# Новая Авгура
Новая Авгура — село Краснослободского района Республики Мордовия в составе Колопинского сельского поселения. 

## География
Находится у реки Авгура на расстоянии примерно 27 километров по прямой на восток-юго-восток от районного центра города Краснослободск.

## История
Известно с 1869 года, когда оно было учтено как казенная деревня Авгора из 10 дворов.

## Население
Постоянное население составляло 46 человек (русские 83%) в 2002 году, 20 в 2010 году .